# Заречное (Шахтёрский городской совет)
Заречное (укр. Зарічне) — посёлок, входит в Шахтёрский городской совет Донецкой области Украины. Находится под контролем самопровозглашённой Донецкой Народной Республики.

## География

#### Соседние населённые пункты по странам света
С: Чумаки, Стожковское
СЗ: Кищенко
СВ: Стожково
З: Винницкое
ЮЗ: Дорофеенко
Ю:  Виктория, город Шахтёрск
ЮВ: —
В: Контарное

## Население
Население по переписи 2001 года составляло 150 человек.

## Общая информация
Телефонный код — 6255. Код КОАТУУ — 1415390007.

## Местный совет
86200, Донецкая обл., г. Шахтерск, ул.Ленина, 4, тел. 4-21-17